# Marcia Jones-Smoke
Marcia Jones-Smoke (n. 18 iulie 1941, Oklahoma City, Oklahoma, SUA) este o caiacistă ce a reprezentat Statele Unite ale Americii, medaliată olimpică. A participat la 3 ediții ale Jocurilor Olimpice (1964, 1968, 1972) în care a câștigat o medalie de bronz.